# Marquese Chriss
Marquese De'Shawn Chriss (Sacramento, 2 de julho de 1997) é um jogador norte-americano de basquete profissional que atualmente joga no Dallas Mavericks, na NBA. Com 2.08 metros de altura, joga na posição de ala-pivô. Foi selecionado na oitava posição do Draft da NBA 2016 pelo Phoenix Suns.
Estreou como profissional em 26 de outubro no triunfo contra o Sacramento Kings, no qual fez sete pontos e pegou quatro rebotes.